# Classeya
Classeya is een geslacht van vlinders van de familie grasmotten (Crambidae).

## Soorten
- C. aphrodite Błeszyński, 1964
- C. argyrodonta (Hampson, 1910)
- C. bicuspidalis (Hampson, 1919)
- C. bleszynskii Bassi, 1999
- C. interstriatellus Hampson, 1895
- C. luteomarginata Bassi, 1999
- C. medea Błeszyński, 1964
- C. niveifascialis Hampson, 1895
- C. placydioni Błeszyński, 1960
- C. preissneri Bleszynski, 1964
- C. quadricuspis (Hampson, 1919)
- C. symetrica Bassi, 1999
- C. trichelites (Meyrick, 1936)